# Bursera shaferi
Bursera shaferi är en tvåhjärtbladig växtart som först beskrevs av Britton & P. Wils., och fick sitt nu gällande namn av Ignatz Urban. Bursera shaferi ingår i släktet Bursera och familjen Burseraceae. Inga underarter finns listade i Catalogue of Life.